# (26013) Amandalonzo
(26013) Amandalonzo es un asteroide perteneciente al cinturón de asteroides, descubierto el 24 de marzo de 2001 por el equipo del Lincoln Near-Earth Asteroid Research desde el Laboratorio Lincoln, Socorro, Nuevo México.

## Designación y nombre
Designado provisionalmente como 2001 FZ148. Fue nombrado por Amanda Alonzo, quien fue mentora de un finalista en la Búsqueda de Talentos Científicos de Intel (STS) de 2010, una competencia científica para estudiantes de último año de secundaria. Imparte clases en la Escuela Secundaria Lynbrook de San José, California.

## Características orbitales
Amandalonzo está situado a una distancia media del Sol de 2,202 ua, pudiendo alejarse hasta 2,556 ua y acercarse hasta 1,848 ua. Su excentricidad es 0,161 y la inclinación orbital 4,255 grados. Emplea 1193,35 días en completar una órbita alrededor del Sol.

## Características físicas
La magnitud absoluta de Amandalonzo es 15,71. 